# Equazione ipergeometrica confluente
In matematica, l'equazione ipergeometrica confluente o equazione di Kummer, da Ernst Kummer, è un'equazione differenziale lineare del secondo ordine ottenuta a partire dall'equazione di Papperitz-Riemann facendo confluire due singolarità in un solo punto; è strettamente legata con l'equazione ipergeometrica e le sue soluzioni, le funzioni ipergeometriche. Ciascuna delle soluzioni dell'equazione ipergeometrica confluente è analogamente chiamata funzione ipergeometrica confluente. 
Si individuano in particolare due soluzioni indipendenti, fornite da serie ipergeometriche: la prima è denotata con {\displaystyle M(a,b,z)} e viene detta funzione ipergeometrica di Kummer, mentre la seconda è denotata con {\displaystyle U(a,b,z)} e chiamata funzione di Whittaker, in riferimento a Edmund Taylor Whittaker, oppure anche funzione ipergeometrica confluente di Tricomi (da Francesco Tricomi) o funzione ipergeometrica di Gordon-Tricomi. Da notare che per funzione di Kummer si intende invece una funzione speciale non collegata alle precedenti.

## L'equazione
L'equazione ipergeometrica confluente ha la forma:
{\displaystyle z{\frac {d^{2}}{dz^{2}}}\,w(z)+(b-z){\frac {d}{dz}}\,w(z)-a\,w(z)=0}
dove {\displaystyle a}, {\displaystyle b} e {\displaystyle z} sono variabili complesse (o variabili formali); in genere {\displaystyle a} e {\displaystyle b} sono considerati parametri che caratterizzano una famiglia di equazioni (e di funzioni di {\displaystyle z} loro soluzioni).
La funzione ipergeometrica di Kummer è data dalla serie ipergeometrica generalizzata:
{\displaystyle M(a,b,z)=1+{\frac {a}{b}}z+{\frac {a(a+1)}{b(b+1)}}{\frac {z^{2}}{2!}}+\dots =\sum _{n=0}^{\infty }{\frac {(a)_{n}\,z^{n}}{(b)_{n}\,n!}}={}_{1}F_{1}(a;b;z)}
dove:
{\displaystyle a^{(0)}=1,}
{\displaystyle a^{(n)}=a(a+1)(a+2)\cdots (a+n-1)}
è il fattoriale crescente. Le funzioni di Bessel, la funzione gamma incompleta, i polinomi di Hermite e i polinomi di Laguerre sono casi particolari della funzione ipergeometrica di Kummer.
La funzione di Whittaker (funzione ipergeometrica confluente di Tricomi) è data da:
{\displaystyle U(a,b,z)={\frac {\pi }{\sin \pi b}}\left[{\frac {M(a,b,z)}{\Gamma (1+a-b)\Gamma (b)}}-z^{1-b}{\frac {M(1+a-b,2-b,z)}{\Gamma (a)\Gamma (2-b)}}\right]}
Esiste una notazione alternativa per {\displaystyle U(a,b,z)=z^{-a}{}_{2}F_{0}(a,1+a-b;;-1/z)} (si veda il testo di Abramowitz e Stegun).

## Casi particolari
Vi sono molte funzioni speciali che possono essere espresse come caso speciale della funzione ipergeometrica confluente:
- Alcune funzioni elementari, come ad esempio:

{\displaystyle M(0,b,z)=1\qquad U(0,c,z)=1\qquad M(b,b,z)=\exp(z)\qquad U(a,a+1,z)=z^{-a}}
e anche:
{\displaystyle U(a,a,z)=\exp(z)\int _{z}^{\infty }u^{-a}\exp(-u)du}
che è un polinomio per {\displaystyle a} intero non positivo, oppure:
{\displaystyle {\frac {U(1,b,z)}{\Gamma (b-1)}}+{\frac {M(1,b,z)}{\Gamma (b)}}=z^{1-b}\exp(z)}
mentre {\displaystyle U(-n,-2n,z)} è un polinomio di Bessel per {\displaystyle n} intero e {\displaystyle M(n,b,z)} è il polinomio generalizzato di Laguerre per {\displaystyle n} intero non-positivo.
- La funzione di Bateman
- Le funzioni di Bessel ed altre funzioni correlate, come le funzioni di Airy, le funzioni di Kelvin e le funzioni di Hankel.
- La funzione degli errori può essere scritta come:

{\displaystyle \mathrm {erf} (x)={\frac {2}{\sqrt {\pi }}}\int _{0}^{x}e^{-t^{2}}dt={\frac {2x}{\sqrt {\pi }}}\,_{1}F_{1}\left({\frac {1}{2}},{\frac {3}{2}},-x^{2}\right)}
- La funzione integrale esponenziale, il seno integrale e il logaritmo integrale.
- I polinomi di Hermite e i polinomi di Laguerre
- La funzione gamma incompleta
- La funzione parabolica del cilindro
- Le funzioni di Whittaker {\displaystyle M_{\kappa ,\mu }\left(z\right)} e {\displaystyle W_{\kappa ,\mu }\left(z\right)} sono soluzioni dell'omonima equazione, che può essere scritta attraverso le funzioni di Kummer {\displaystyle M} e {\displaystyle U} come:

{\displaystyle M_{\kappa ,\mu }\left(z\right)=\exp \left(-z/2\right)z^{\mu +{\tfrac {1}{2}}}M\left(\mu -\kappa +{\frac {1}{2}},1+2\mu ;z\right)}
{\displaystyle W_{\kappa ,\mu }\left(z\right)=\exp \left(-z/2\right)z^{\mu +{\tfrac {1}{2}}}U\left(\mu -\kappa +{\frac {1}{2}},1+2\mu ;z\right)}

## Rappresentazioni integrali
Se {\displaystyle \Re (b)>\Re (a)>0}, allora {\displaystyle M(a,b,z)} può essere rappresentato con forma di integrale:
{\displaystyle M(a,b,z)={\frac {\Gamma (b)}{\Gamma (a)\Gamma (b-a)}}\int _{0}^{1}e^{zu}u^{a-1}(1-u)^{b-a-1}\,du}
dove {\displaystyle M(a,a+b,it)} è la funzione caratteristica della distribuzione Beta. Per {\displaystyle a} con parte positiva reale, {\displaystyle U} può essere ottenuto dalla trasformata di Laplace:
{\displaystyle U(a,b,z)={\frac {1}{\Gamma (a)}}\int _{0}^{\infty }e^{-zt}t^{a-1}(1+t)^{b-a-1}\,dt\qquad \Re (a)>0)}
L'integrale definisce una soluzione nella parte destra del semipiano {\displaystyle \Re (z)>0}.

## Polinomi di Laguerre
La funzione di Kummer può essere espressa in diversi modi come sviluppo in polinomi di Laguerre, ad esempio:
{\displaystyle M\left(a,b,{\frac {xy}{x-1}}\right)=(1-x)^{a}\cdot \sum _{n}{\frac {a^{(n)}}{b^{(n)}}}L_{n}^{(b-1)}(y)x^{n}}

## Teorema di moltiplicazione
Valgono i seguenti teoremi di moltiplicazione:
{\displaystyle {\begin{aligned}U(a,b,z)&=e^{(1-t)z}\sum _{i=0}{\frac {(t-1)^{i}z^{i}}{i!}}U(a,b+i,zt)=\\&=e^{(1-t)z}t^{b-1}\sum _{i=0}{\frac {\left(1-{\frac {1}{t}}\right)^{i}}{i!}}U(a-i,b-i,zt)\end{aligned}}}